# Geoffrey Verwey
Geoffrey Verweij (Amsterdam, 10 augustus 1982) is een Nederlands voormalig profvoetballer.

## Biografie
Verweij die uitkwam als aanvaller kwam een aantal jaren uit in het betaalde voetbal in de eerste divisie. Na afloop van zijn profloopbaan ging hij bij IJsselmeervogels spelen, om vervolgens via Chabab in 2015 bij Real Sranang te belanden.

## Clubstatistieken
| Seizoen   | Club             | Duels | Goals |
| --------- | ---------------- | ----- | ----- |
| 2002/2003 | Sparta Rotterdam | 5     | 0     |
| 2003/2004 | Haarlem          | 24    | 4     |
| 2004/2005 | Haarlem          | 35    | 9     |
| 2005/2006 | Haarlem          | 34    | 5     |
| 2006/2007 | FC Emmen         | 34    | 5     |
| 2007/2008 | FC Emmen         | 34    | 4     |
| 2008/2009 | FC Emmen         | 35    | 2     |